# Ортиняно Раджоло
Ортиня̀но Раджо̀ло (на италиански: Ortignano Raggiolo) е община в централна Италия, провинция Арецо, регион Тоскана. Разположена е на 483 m надморска височина. Населението на общината е 880 души (към 2010 г.).
Община е създадена в 1873 г. Тя се състои от двете предшествуващи общини Ортиняно и Раджоло. Административен център е село Ортиняно.